# Cercopithecus roloway
Cercopithèque de Roloway, Diane roloway, Palatine
Pour les articles homonymes, voir Palatine.
Espèce
Statut de conservation UICN

 CRA2cd : 
En danger critique
Statut CITES
Le Cercopithèque de Roloway ou Diane roloway ou encore Palatine est une espèce de primates de la famille des cercopithécidés. Il est très proche du Cercopithèque diane dont il est parfois considéré comme une sous-espèce (Cercopithecus diana roloway). Il fait partie de la liste des 100 espèces les plus menacées au monde établie par l'UICN en 2012.

## Description
Il se différencie du cercopithèque diane par sa barbe un peu plus longue. Sa fourrure est noire sur une grande partie de son corps, tout comme son visage. Sa gorge et l'intérieur de ses bras sont blancs, tandis que ses hanches et son arrière-train sont orange.
Il mesure de 44 à 57 cm de long, avec une queue de 71 à 86 cm. Son poids se situe entre 5 et 5,4 kg.
Ce sont des animaux diurnes qui vivent dans les arbres en groupes de 15 à 30 animaux. Ils se nourrissent de fruits, de fleurs, de graines, d'insectes et d'autres invertébrés.

## Répartition et habitat

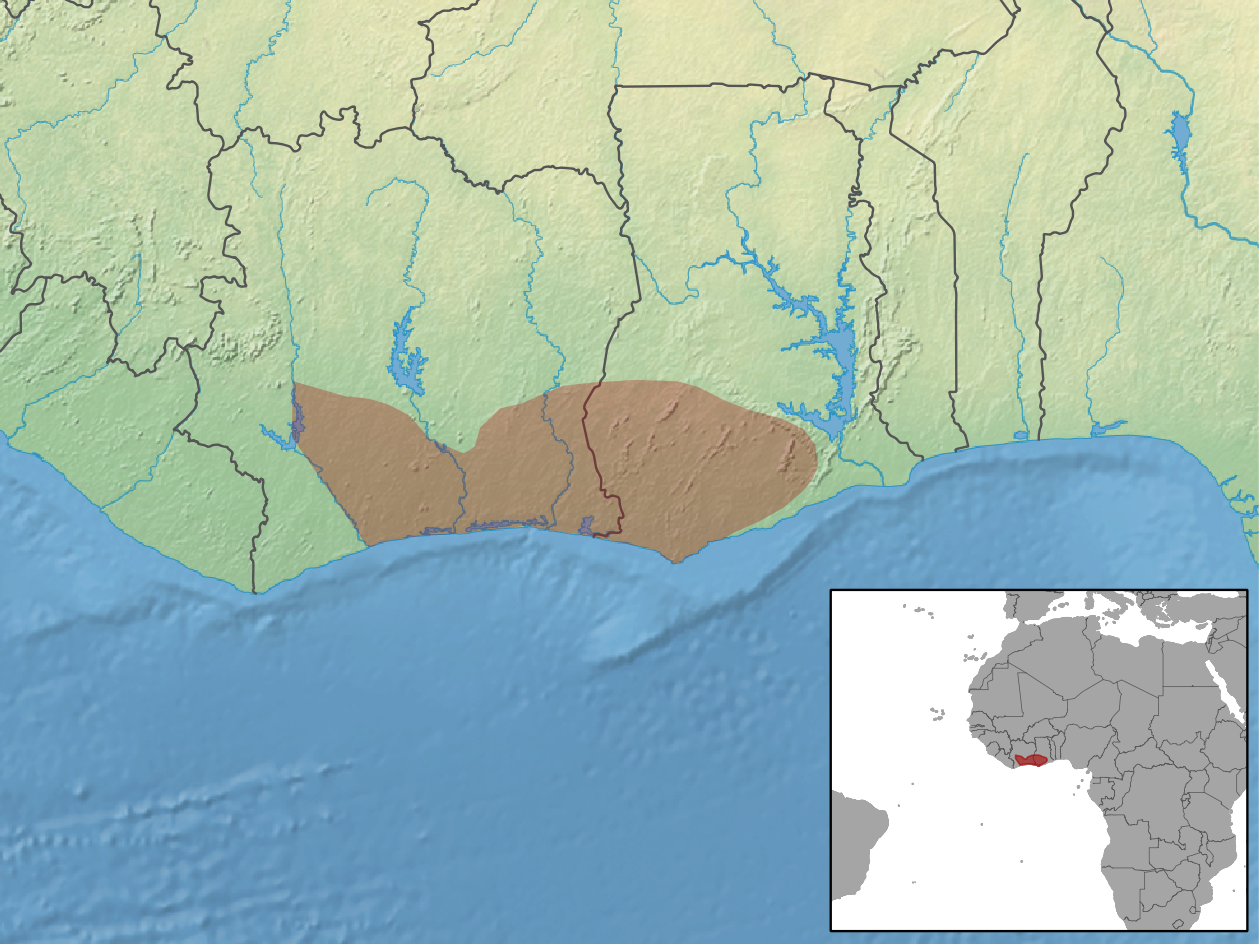
Répartition géographique

Le Cercopithèque roloway est présent uniquement sur un petit territoire au sud du Ghana et de la Côte d'Ivoire. Il vit dans la forêt tropicale humide de basse altitude.

## Menaces et conservation
Cette espèce a été incluse dans la liste des 25 primates les plus menacés au monde en 2002, 2006, 2008, 2010, 2012, 2014 et 2016 et 2018.
On ne connait pas le nombre exact de ces primates. Ils sont observés dans quelques forêts dans leur aire de répartition mais passent pour être très rares. D'après certains calculs approximatifs, leur effectif aurait baissé de plus de 50 % (et peut-être jusqu'à 80 %) lors des trois dernières générations à cause de la perturbation de leur biotope et de la chasse. L'UICN le classe comme « en danger » et le met dans la liste des 100 espèces les plus menacées en 2012.
Actuellement, 29 cercopithèques de Roloway vivent dans des zoos européens, sous surveillance attentive.